# Nakajima Ki-27
Die Nakajima Ki-27 (japanisch 九七式戦闘機 97-shiki sentōki, deutsch ‚Typ 97 Jagdflugzeug‘) war Standardjäger der japanischen Heeresluftwaffe in den Jahren 1937 bis 1942. Sie wurde ab 1941 durch die Ki-43 Hayabusa ersetzt.

## Geschichte und Einsatz
Im Jahre 1935 suchte die japanische Heeresfliegertruppe einen Ersatz für den Doppeldecker-Jäger Kawasaki Ki-10. Nakajima Hikōki setzte sich im Vergleichsfliegen gegen einen Entwurf von Kawasaki und eine Landversion der Mitsubishi A5M durch. Der Erstflug erfolgte am 15. Oktober 1936 und 1937 wurde die Maschine bei den Jagdeinheiten der japanischen Heeresflieger eingeführt.
Im Vergleich zu westlichen Jägern damaliger Zeit war die Ki-27 extrem schwach motorisiert und wirkte durch ihr starres Fahrwerk veraltet. Nakajima hatte zwar bereits vorher mit Einziehfahrwerk experimentiert, dieses war jedoch von offiziellen Stellen als zu komplex abgelehnt worden. Allerdings war die Maschine durch ihre extrem leichte Bauweise sehr wendig und stieg äußerst schnell. Die Konstruktion der Tragfläche mit gerader Vorderkante und zulaufender Hinterkante erwies sich als besonders gelungen und wurde bei allen Nakajima-Jägern des Zweiten Weltkrieges ebenfalls verwendet. Diese exzellenten Flugeigenschaften wurden allerdings durch niedrige Geschwindigkeit und eine schwache Bewaffnung, bestehend aus zwei Maschinengewehren Kaliber 7,7 mm erkauft. Zudem hatte die Maschine kein Funkgerät; und anstelle des damals schon eingeführten Reflexvisiers kam ein Zielfernrohr zum Einsatz.
Im Konflikt um Chalchin Gol von 1939 sowie im Zweiten Japanisch-Chinesischen Krieg bewährte sich die Maschine, die bei der japanischen Heeresluftwaffe meist als „Jäger Modell 97“ nach dem Einführungsjahr im Japanischen Kalender bezeichnet wurde, im Luftkampf gegen die sowjetischen I-16 und I-153. Über Malaysia und Burma, sowie über den Philippinen konnten die japanischen Jagdflieger sich mit dieser Maschine noch erfolgreich gegen wesentlich leistungsfähigere Typen wie Brewster Buffalo, Hawker Hurricane oder die Curtiss P-40 der American Volunteer Group durchsetzen. Dies war aber vor allem auf erfahrene Piloten und zahlenmäßige Überlegenheit zurückzuführen, so dass die Maschine bereits ab Ende 1941 durch die Ki-43 „Hayabusa“ ergänzt und später ersetzt wurde. Die verbliebenen Maschinen dienten als Übungsflugzeuge, bis sie ab Ende 1944 als Kamikaze-Flugzeuge Verwendung fanden. Hierbei trug die Maschine manchmal bis zu 500 kg Sprengstoff.
Von den US-Streitkräften wurde die Ki-27 ab 1942 als „Nate“ bezeichnet.

## Exporte
Das Flugzeug wurde auch an Japans Verbündete wie Thailand und Mandschukuo exportiert. In der Mandschurei wurde die Maschine von Mansyu in Lizenz gefertigt.
Indonesien setzte nach dem Krieg Maschinen des Typs Ki-27 und Ki-79 ein, die von den Japanern zurückgelassen wurden.
Die in Mandschukuo gebauten Ki-27 und Ki-79 wurden im chinesischen Bürgerkrieg von den Kommunisten eingesetzt.

## Versionen
- Prototypen – 3 Prototypen mit verschiedenen Motoren und mit oder ohne Bewaffnung
- Ki-27a – erste Serienversion, in 565 Exemplaren gebaut
- Ki-27a-Kai Umbau der Ki-27a zum Schulflugzeug, etwa 150 Exemplare umgebaut
- Ki-27b Hauptserie mit Verbesserungen an Kabinendach und Ölkühler, Bombenaufhängungen für 4 Bomben zu 25 kg unter den Tragflächen, 1492 Stück gebaut
- Ki-27b-Kai Umbau der Ki-27b zum Schulflugzeug in 225 Exemplaren
- Ki-27-Kai Prototyp einer Leichtversion als Zwischenlösung bis zur Einführung der Ki-43, nur 2 Exemplare.
- Ki-79 von Mansyu in Mandschukuo gebautes ein- oder zweisitziges (je nach Modell) Schulflugzeug mit offenem Cockpit, 1329 Exemplare

Gesamtproduktion: 3339 Exemplare

## Ki-36
Auf der Ki-27 basiert das zweisitzige Aufklärungsflugzeug Tachikawa Ki-36 und das davon abgeleitete Schulflugzeug Ki-55 (US-Codename „Ida“).

## Entwicklung und Technik
Bei der Ki-27 handelt es sich um einen Tiefdecker mit starrem, verkleidetem Fahrwerk. Sie wurde von einem Sternmotor Nakajima Ha 1 b angetrieben, der in der Ki-27b 573 kW (780 PS) leistete.

## Technische Daten
| Kenngröße             | Daten Ki-27a |
| --------------------- | --- |
| Besatzung             | 1 |
| Länge                 | 7,53 m |
| Spannweite            | 11,31 m |
| Höhe                  | 3,25 m |
| Leermasse             | 1110 kg |
| max. Startmasse       | 1790 kg |
| Antrieb               | ein Sternmotor Nakajima Ha.1b mit 710 PS (522 kW) |
| Höchstgeschwindigkeit | 470 km/h in 3500 m Höhe |
| Dienstgipfelhöhe      | 12.250 m |
| Reichweite            | 625 km |

Dreiseitenriss Ki-27

| Bewaffnung            | Standardmäßig zwei 7,7-mm-MG, bei Ki-27b 4 × 25 kg Bomben möglich. Ein MG wurde oft durch Kaliber 12,7 mm ersetzt. Als Schulflugzeug ein MG oder unbewaffnet. |

## Museumsflugzeuge
Eine Ki-27 ist im Tachiarai-Friedensmuseum in Japan ausgestellt. Die Maschine wurde aus dem Meer geborgen und ist in nur oberflächlich restauriertem Zustand ausgestellt.
Eine Ki-79 ist im indonesischen Luftwaffenmuseum ausgestellt.

## Betreiber
- Japan: Kaiserlich Japanische Heeresluftstreitkräfte
- Mandschukuo: Luftstreitkräfte des Mandschurischen Kaiserreichs
- Indonesien: Luftstreitkräfte Indonesiens